# Neve Jarak
Neve Jarak (hebrejsky נְוֵה יָרָק, doslova „Oáza zeleně“, v oficiálním přepisu do angličtiny Newe Yaraq, přepisováno též Neve Yarak) je vesnice typu mošav v Izraeli, v Centrálním distriktu, v Oblastní radě Drom ha-Šaron.

## Geografie
Leží v nadmořské výšce 28 metrů v hustě osídlené a zemědělsky intenzivně využívané pobřežní nížině, respektive Šaronské planině. Severozápadně od obce protéká vádí Nachal Kana.
Obec se nachází 13 kilometrů od břehu Středozemního moře, cca 15 kilometrů severovýchodně od centra Tel Avivu a cca 75 kilometrů jižně od centra Haify. Leží uprostřed fragmentu původní zemědělské krajiny při řece Jarkon, který je na severozápadě sevřený okrajem zastavěného území města Hod ha-Šaron a na jihu městy Petach Tikva a Roš ha-Ajin. Neve Jarak obývají Židé, přičemž osídlení v tomto regionu je etnicky převážně židovské. 3 kilometry severovýchodním směrem odtud ale leží město Džaldžulja, které je součástí takzvaného Trojúhelníku obývaného izraelskými Araby. Další arabská sídla v rámci Trojúhelníku leží východně a jihovýchodně odtud (Kafr Bara a Kafr Kasim).
Neve Jarak je na dopravní síť napojen pomocí lokální silnice číslo 5112, která západně od vesnice ústí do dálnice číslo 40.

## Dějiny
Neve Jarak byl založen v roce 1951. Původně se nová vesnice nazývala Kfar Jarkonim (כפר ירקונים). Jejími zakladateli byla skupina Židů z Rumunska. Šlo o jeden z prvních příkladů, kdy bylo pro nové imigranty založeno nové zemědělské sídlo. Zpočátku měla ovšem osada charakter provizorního tábora. Za příbytky sloužily stany, chyběla elektřina i voda. V letech 1952-1953 byla navíc vesnice postižena povodněmi na řece Jarkon. První osadnické jádro sestávalo z cca 30 lidí, postupně docházelo k nárůstu.
Správní území obce dosahuje 2800 dunamů (2,8 kilometrů čtverečních). Místní ekonomika je založena na zemědělství. Ve vesnici funguje komerčně využívaný plavecký areál s bazénem o olympijských rozměrech. Západně od mošavu se při dálnici číslo 40 rozkládá nová budova sídla Oblastní rady Drom ha-Šaron a další veřejné instituce.
Až do roku 1948 stála cca 1 kilometr jižně od nynějšího mošavu arabská osada al-Muvajlih, kterou tu založili beduíni z kmene Arab al-Malaha. V roce 1931 v ní žilo 37 lidí. Ještě před vypuknutím války za nezávislost koncem roku 1947 její obyvatelé uprchli a arabské osídlení tu skončilo. Zástavba vesnice pak byla téměř zcela zbořena a plocha vesnice proměněna na zemědělské pozemky.

## Demografie

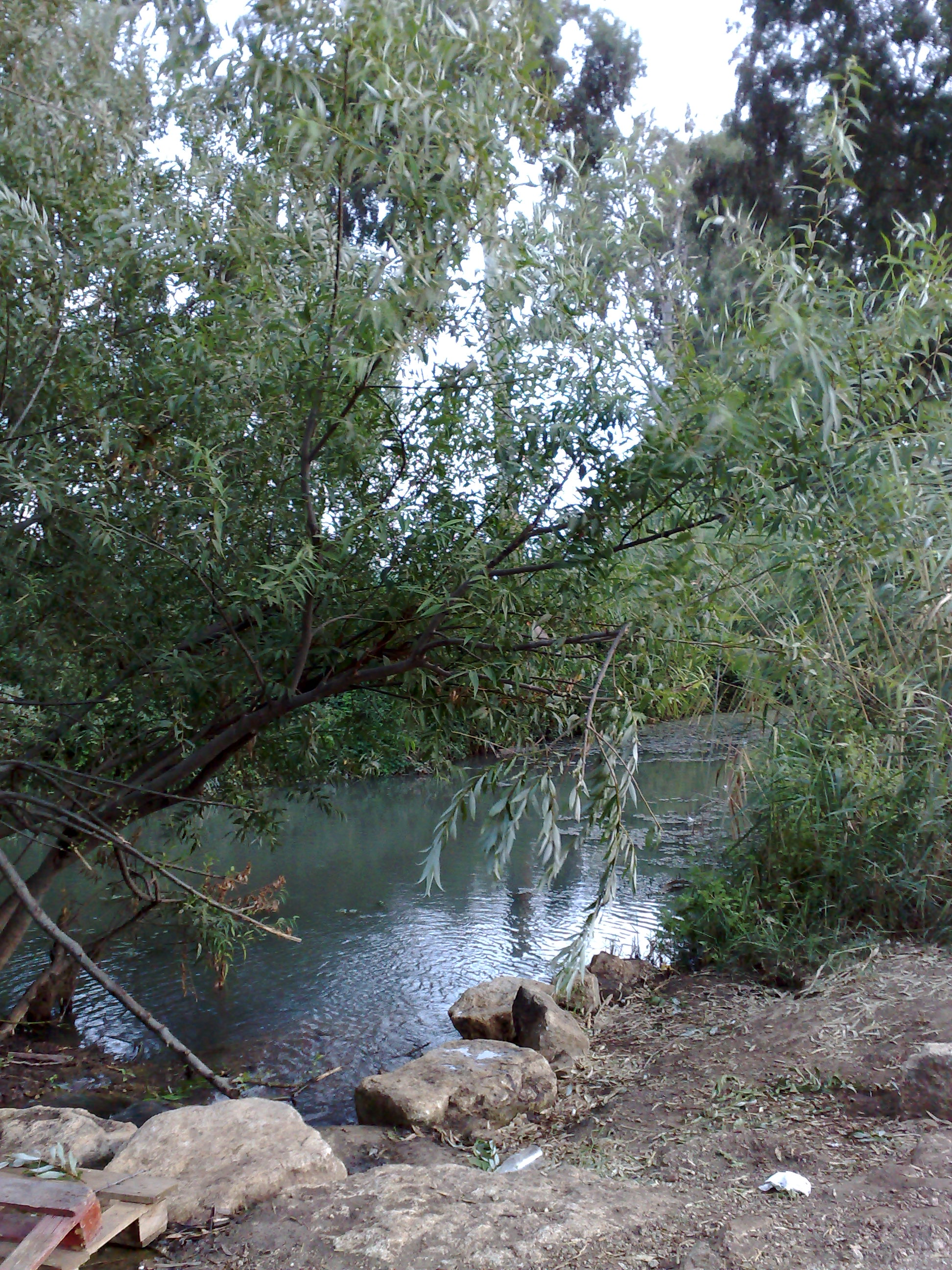
Tok řeky Jarkon poblíž Neve Jarak

Podle údajů z roku 2014 tvořili naprostou většinu obyvatel v Neve Jarak Židé – cca 1300 osob (včetně statistické kategorie "ostatní", která zahrnuje nearabské obyvatele židovského původu ale bez formální příslušnosti k židovskému náboženství, cca 1400 osob). Jde o menší obec vesnického typu s dlouhodobě výrazně rostoucí populací. K 31. prosinci 2014 zde žilo 1360 lidí. Během roku 2014 populace stoupla o 2,6 %.
| Rok            | 1961 | 1972 | 1983 | 1995 | 2001 | 2003 | 2004 | 2005 | 2006 | 2007 | 2008 | 2009 | 2010 | 2011 | 2012 | 2013 | 2014 |
| -------------- | ---- | ---- | ---- | ---- | ---- | ---- | ---- | ---- | ---- | ---- | ---- | ---- | ---- | ---- | ---- | ---- | ---- |
| Počet obyvatel | 442  | 410  | 433  | 532  | 790  | 883  | 938  | 951  | 1045 | 1118 | 1143 | 1175 | 1233 | 1277 | 1322 | 1325 | 1360 |